# Nicole Erhardt
Nicole Erhardt (* 4. April 1971) ist eine ehemalige deutsche Fußballspielerin und Nationalspielerin.

## Karriere

### Vereine
Im Alter von 21 Jahren wechselte sie als Abwehrspielerin zur Saison 1992/93 zu den Sportfreunden Werne-West in die seinerzeit drittklassige Verbandsliga Westfalen. Danach spielte sie die Saison 1996/97 für die Frauenfußballabteilung des FC Eintracht Rheine in der seinerzeit zweigleisigen Bundesliga und schloss diese als Viertplatzierter ab. Im Wettbewerb um den DFB-Supercup, in dem ihre Mannschaft als unterlegener Pokal-Finalist erneut auf Grün-Weiß Brauweiler traf, verlor sie am 31. August 1997 in Rheine mit 0:1; in diesem Spiel wirkte sie 90 Minuten lang mit
Die Saison 2002/03 war sie für die TSG Burg Gretsch in der drittklassigen Regionalliga Nord aktiv. Von 2003 bis 2007 war sie zuletzt für den Ligakonkurrenten SV Victoria Gersten aktiv.

### Nationalmannschaft
Für die A-Nationalmannschaft bestritt sie einzig am 5. Mai 1993 in Wädenswil ein Länderspiel. Beim 1:0-Sieg im Testspiel gegen die Schweizer Nati wurde sie für Birgitt Austermühl in der 77. Minute eingewechselt.

## Erfolge
- DFB-Supercup-Finalist 1997
- DFB-Pokal-Finalist 1997
- Meister Regionalliga Nord 2002, 2004